# Cratere Isis
Isis è un cratere sulla superficie di Ganimede.